# Liturgy
I Liturgy sono una band black metal statunitense nata a Brooklyn nel 2005 inizialmente come one man band ideata dalla musicista Haela Hunt-Hendrix, divenuta poi un quartetto.
La frontwoman Haela Hunt-Hendrix dà vita al progetto con l'idea di creare una nuova corrente del black metal, da lei denominata Transcendental Black Metal presentata come un vero e proprio manifesto, che viene descritto in una sorta di saggio da lei scritto e attualmente sold out. Il primo EP intitolato Immortal Life viene composto e registrato nel 2006, ma viene stampato solo due anni dopo in vinile e CD. Il breve lavoro di appena 14 minuti mostra un black metal molto grezzo e immaturo che però lascia intuire delle idee interessanti come l'uso della tecnica del Burst beat (qui suonato da una drum machine) che rispetto al blast beat tradizionale rallenta e aumenta esattamente come il ciclo di un'onda. Questo tipo di linea di batteria, insieme agli accordi di chitarra suonati principalmente su note molto alte diventerà un marchio di fabbrica della band.
Subito dopo l'uscita dell'EP i Liturgy diventano una band vera e propria con l'ingresso di Bernard Gunn (chitarra), Greg Fox (batteria) e Tyler Dusenbury (basso). Il primo album viene pubblicato nel 2009 e si intitola Reinhilation, un lavoro decisamente più maturo, che guarda oltre il black metal, ma resta allo stesso tempo molto vicino alla sua forma più primordiale. Il seguente Aesthethica esce nel 2011 ed è il perfetto sequel del disco precedente, mantenendo alcune idee innovative come l'uso di parti corali.
Nell'anno successivo Greg Fox e Tyler Dusenbury decidono di lasciare la band riducendo i Liturgy ad un duo. Tuttavia dopo una serie di live eseguiti senza basso e con una drum machine (tra questi spicca l'esibizione all’Hellfest del 2012), il progetto si scioglie.
Durante questo periodo Haela Hunt-Hendrix compone un album da sola, che diventerà poi il terzo full-length dei Liturgy dopo la reunion del 2014. Il disco in questione si chiama The Ark Work, ed è un lavoro estremamente sperimentale. Il black metal resta soltanto nelle linee di batteria e di chitarra, la voce scream viene totalmente abbandonata e vengono introdotti suoni digitali, trombe, cornamuse ed influenze IDM, trap e Avant-garde.
Tuttavia il ritorno sulle scene dura poco, infatti dopo un tour europeo nell'autunno del 2015, l'equilibrio della band sembra rompersi nuovamente e i Liturgy calano in uno stato di inattività che durerà per ben 5 anni. In questo periodo Haela Hunt-Hendrix pubblica un album di elettronica sperimentale sotto il monicker Kel Valhaal e presenta l'opera rock "Origin of the Alimonies", mentre Greg Fox pubblica un album solista e debutta con la band Ex Eye.
Nel 2019 la band torna a sorpresa con una serie di live a Brooklyn. Greg Fox e Tyler Dusenbury sono nuovamente fuori (sostituiti rispettivamente da Leo Didkovsky e Tia Vincent-Clark), e le scalette contengono esclusivamente brani estratti da Renihilation ed Aesthethica, con un gradito ritorno alla voce scream che nel periodo successivo a The Ark Work era stata abbandonata anche nei live.
La band fa un cameo in un episodio della serie tv The Blackist, dove la band si esibisce in un locale ma al posto del batterista Greg Fox figura Peter Fonda.

## Formazione

### Formazione attuale
- Haela Hunt-Hendrix (2005-) - voce, chitarra
- Bernard Gunn (2009-) - chitarra
- Tia Vincent-Clark (2019-) - basso
- Leo Didkovsky (2019-) - batteria

### Ex componenti
- Greg Fox (2009-2012, 2014-2019) - batteria
- Tyler Dusenbury (2009-2012, 2014-2019) - basso

## Discografia

### Album in studio
- 2009 - Renihilation
- 2011 - Aesthethica
- 2015 - The Ark Work
- 2019 - H.A.Q.Q.
- 2020 - Origin Of The Alimonies
- 2023 - 93696

### EP
- 2008 - Immortal Life

### Split
- 2012 - Oval / Liturgy

### Demo
- 2005 - The Paranoid Miracle
- 2006 - Eternal Void